# جان جی. آویلدسن
جان جی آویلدسن (به انگلیسی: John G. Avildsen) (۲۱ دسامبر ۱۹۳۵–۱۶ ژوئن ۲۰۱۷) کارگردان آمریکایی و برندهٔ جایزه اسکار بهترین کارگردانی برای فیلم راکی در سال ۱۹۷۶ بود.

## زندگی
آویلدسن در اوک پارک، ایلینوی به دنیا آمد.
فیلم راکی با بازی سیلوراستالونه به رغم هزینه نسبتاً کم تولید، به پرفروش‌ترین فیلم در سال ۱۹۷۶ تبدیل شد. راکی، جایزه اسکار بهترین فیلم و بهترین کارگردانی را نصیب جان آویلدسون کرد.
از دیگر فیلم‌های او می‌توان به ببر را نجات دهید، فرمول، به من تکیه کن، دوزخ، راکی ۵ و بچه کاراته‌کار اشاره کرد.
فیلم سه قسمتی بچه کاراته‌کار در سال‌های ۱۹۸۴، ۱۹۸۶ و ۱۹۸۹ به نمایش درآمد.

## مرگ
آویلدسن در ۱۶ ژوئن ۲۰۱۷ در مرکز پزشکی سیدرز-ساینای در لس آنجلس درگذشت. وی ۸۱ ساله بود. به گفته پسرش، آنتونی آویلدن، علت مرگ وی سرطان لوزالمعده بود.

## آثار کارگردانی
- عشق را روشن کنید (۱۹۶۹)
- حدس بزن امروز چی تو مدرسه آموختیم؟ (۱۹۷۰)
- جو (۱۹۷۰)
- گریه عمو! (۱۹۷۱)
- باشه بیل (۱۹۷۱)
- ببر را نجات بده (۱۹۷۳)
- استولی (۱۹۷۴)
- دبلیو. دبلیو. و دیکسی دنکینگز (۱۹۷۵)
- راکی (۱۹۷۶)
- رقص آهسته در شهر بزرگ (۱۹۷۸)
- فرمول (۱۹۸۰)
- همسایه‌ها (۱۹۸۱)
- شبی در بهشت (۱۹۸۳)
- بچه کاراته‌کار (۱۹۸۴)
- بچه کاراته‌کار، قسمت دوم (۱۹۸۶)
- سال نو مبارک (۱۹۸۷)
- برای ماندن (۱۹۸۸)
- به من تکیه کن (۱۹۸۹)
- بچه کاراته‌کار، قسمت سوم (۱۹۸۹)
- راکی ۵ (۱۹۹۰)
- قدرت فرد (۱۹۹۲)
- ۸ ثانیه (۱۹۹۴)
- دوزخ (۱۹۹۹)